# Carex illegitima
Carex illegitima är en halvgräsart som beskrevs av Vincenzo de Cesati. Carex illegitima ingår i släktet starrar, och familjen halvgräs. Inga underarter finns listade i Catalogue of Life.